# Albarraque
Albarraque é uma aldeia localizada no sudoeste da freguesia de Rio de Mouro, Município de Sintra. É em Albarraque que, desde 1962, se localiza a fábrica da Tabaqueira. 

## História
Anteriormente, pelo menos parte de Albarraque pertencia à freguesia de São Pedro de Penaferrim, tendo sido transferida para a jurisdição da freguesia de Rio de Mouro a 25 de junho de 1878, a pedido da população, por decreto do Ministério do Reino, dado o facto de Rio de Mouro ter melhor acessibilidade ao local que a freguesia a que Albarraque originalmente pertencia.
Em 1926, é fundada por António Gonçalves Correia e Jorge Alves Campelo a Comuna Clarão em terrenos albarraquenses, a segunda tentativa de estabelecimento de comunidade anarquista em Portugal, que, assim como a primeira (a Comuna da Luz, em Odemira, entre 1917 e 1918), se extingue rapidamente.
Em 1962, a Tabaqueira desloca a sua produção fabril das anteriores instalações arrendadas ao Estado no concelho de Lisboa para Albarraque, para uma fábrica pensada desde raiz para a produção tabaqueira. É também construído um bairro operário, ainda hoje denominado de Bairro da Tabaqueira. 